# ロヴィーサ・アヴ・スヴェーリエ

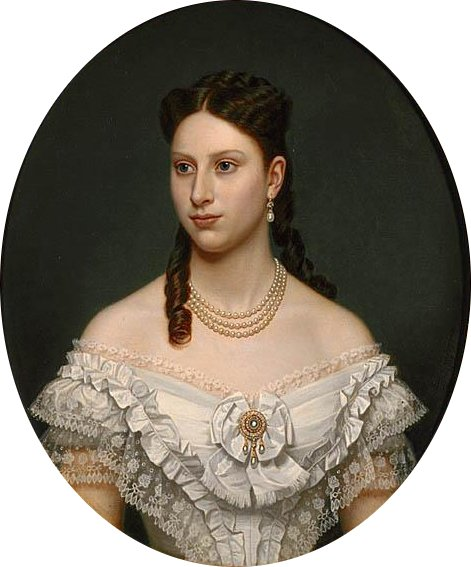
ルイーセ王妃

ロヴィーサ・アヴ・スヴェーリエ（スウェーデン語: Lovisa av Sverige, 1851年10月31日 - 1926年3月20日）は、スウェーデンとノルウェーの王カール15世とその王妃ロヴィーサの王女。デンマーク王フレゼリク8世の王妃となった。デンマーク語名はルイーセ・ア・スヴェーリエ＝ノーウ（Louise af Sverige-Norge）。

## 生涯
当時王太子だったカール15世の長女としてストックホルムで生まれた。1869年7月に王太子時代のフレゼリクと結婚、8子を生んだ。
スウェーデン王家では当時女性の王位継承は認められていなかった。カール15世の男子はロヴィーサの弟で夭逝したカール・オスカルしかいなかったため、1872年のカール15世の死後はロヴィーサの叔父であるオスカル2世が王位を継いだ。のちにロヴィーサの次男カールは、ノルウェーがスウェーデンから独立した1905年、オスカル2世からノルウェー王位を継いだ。
ロヴィーサは1926年、アマリエンボー宮殿で亡くなり、ロスキレ大聖堂に葬られた。

## 子女
- クリスチャン・カール・フレゼリク・アルバート・アレクサンダー・ヴィルヘルム（1870年 - 1947年） - デンマーク王
- クリスチャン・フレゼリク・カール・ゲーオア・ヴァルデマー・アクセル（1872年 - 1957年） - ノルウェー王ホーコン7世
- ルイーセ・カロリーネ・ヨセフィーネ・ソフィーエ・テューラ・オルガ（1875年 - 1906年） - 1896年、シャウムブルク＝リッペ侯子フリードリヒと結婚
- ハーラル・クリスチャン・フレゼリク（1876年 - 1949年） - 1909年、グリュックスブルク公女ヘレーネ・アーデルハイトと結婚
- インゲボー・シャーロッテ・カロリーネ・フレゼリケ・ルイーセ（1878年 - 1958年） - 1897年、ヴェステルイェートランド公カールと結婚
- テューラ・ルイーセ・カロリーネ・アマーリエ・アウグスタ・エリサベト（1880年 - 1945年）
- クリスチャン・フレゼリク・ヴィルヘルム・ヴァルデマー・ゴスタウ（1887年 - 1944年）
- ダウマー・ルイーセ・エリサベト（1890年 - 1961年） - 1922年、ヨアン・カステンスキョルと結婚